# ویلیام اوزلی
سر ویلیام اوزلی (۱۷۶۷–۱۸۴۲) برادر بزرگتر دیپلمات معروف سر گور اوزلی(۱۷۷۰–۱۸۴۴) است. وی عضو انجمن آسیایی کلکته و انجمن‌های سلطنتی ادینبرو و گوتینگن و آمستردام بود. ویلیام اوزلی نویسنده‌ای پرکار و مجموعه داری آزمند و شرق‌شناسی خبره بود. وی در خلال سالهای ۱۷۹۷ و ۱۸۰۱ گزیده‌ای از تاریخچه صفوی جهان آرا قاضی احمد بن محمد غفاری قزوینی (متوفی ۱۵۶۷) که ترجمه فارسی توصیفات دنیای اسلام وسیله جغرافی‌دان مسلمان ابن حوقل (متوفی بعد۳۹۷) است را به چاپ رساند. سیلوستر دو ساسی Silvester de sacy ترجمه فرانسوی جغرافیای ابن حوقل را در پاریس به سال ۱۸۰۲ مهیا کرد. ترجمه بختیار نامه، داستانی ایرانی به سبک هزار و یک شب، با اقبال مخاطبین انگلیسی مواجه می‌شود و چندین بار در قرن نوزده تجدید چاپ می‌شود. مقالات علمی ویلیام اوزلی در مجموعه‌های شرقی Oriental Collections در سه جلد بین سالهای ۱۸۰۰–۱۷۹۷ در لندن به چاپ رسید. سر ویلیام اوزلی گزیده‌ای از آثار جغرافیایی صادق اصفهانی (حدوداً ۱۶۰۹–۱۶۵۰) و همین‌طور ترجمه مثل‌های عربی که وسیله خاورشناس و مسافر سوییسی جان لوئیس John Lewis، برکهارت (1784-1817)Johann Ludwig Burckhardt جمع‌آوری شده بود را به چاپ می‌سپارد.
ویلیام اوزلی به سال ۱۸۱۰ به عنوان منشی خصوصی برادرش سر گور اوزلی به ایران سفر می‌کند. برای آماده شدن برای مأموریتش به مدت ۱۰ ماه در منزل سفیر ایران در لندن، میرزا ابوالحسن، زندگی کرده بود و در همان‌جا هم فارسی را فرا می‌گیرد. وی شرح سفرهایش به ممالک مختلف خصوصاً ایران را در سفرنامه‌اش در سه جلد (۱۸۱۹–۱۸۲۳) به چاپ می‌رساند. در سفرش به ایران تعداد زیادی از نسخه‌های خطی با ارزش را جمع‌آوری می‌کند. وی در دهه سوم قرن نوزده نسخه‌های خطی ای که طبق فهرستی که در ذیل می‌آید و بالغ بر ۷۲۵ نسخه می‌شده و عمدتاً هم فارسی است را فروخت. در آگهی فروش دیگری که یک سال پیش از آن منتشر ساخته بود از قصدش برای فروش صدها مدال و جواهر (شامل استوانه بابلی)، تعداد زیادی مجسمه‌های مرمر از خرابه‌های تخت جمشید، آجرهایی با نقوش بابلی، نوشته‌های مصری بر پاپیروس، و آثاری جالب از دوران باستان؛ علاوه بر تفنگ‌ها، آلات موسیقی، بت‌ها، تصاویر خارق‌العاده، انواع کانی‌های جالب، و اقلام غیرعادی که وسیله وی در سفرهایش جمع‌آوری شده خبر می‌دهد. همین‌طور از فروش ۱۳۰۰ کتاب چاپی، به یونانی، لاتین، عبری، ایتالیایی، فرانسه، انگلیسی، عربی، فارسی و غیره در تاریخ، جغرافیا، فلسفه، زبان‌شناسی تطبیقی و سکه‌شناسی و غیره. آن گونه که خود در مقدمه فهرست ذیل آورده در نظر داشته تا نه تنها نسخه‌های نفیس و قدیمی بلکه چندین نسخه از هر کتاب را جمع‌آوری کرده تا با مقابلهٔ آن‌ها متنی دقیق بدست آید. پیتر آوری که در دائرةالمعارف ایرانیکا شرح حال ویلیام اوزلی را نوشته از پراکنده شدن مجموعه نسخه‌های خطی ویلیام اوزلی سخن می‌گوید.